# Ири (Илиноис)
Ири (енгл. Erie) град је у америчкој савезној држави Илиноис.

## Демографија
По попису из 2010. године број становника је 1.602, што је 13 (0,8%) становника више него 2000. године.
| Група             | 2000.         | 2010.         |
| Белци             | 1.562 (98,3%) | 1.562 (97,5%) |
| Афроамериканци    | 4 (0,3%)      | 3 (0,2%)      |
| Азијати           | 0 (0,0%)      | 4 (0,2%)      |
| Хиспаноамериканци | 14 (0,9%)     | 18 (1,1%)     |
| Укупно            | 1.589         | 1.602         |